# José Alí Lebrún Moratinos
José Alí Lebrún Moratinos (Puerto Cabello, 19 de março de 1919 - Caracas, 21 de fevereiro de 2001), foi arcebispo emérito de Caracas e o segundo cardeal da história da Venezuela.

## Biografia

### Primeiros anos
Nascido em Puerto Cabello, Moratinos era o mais velho de cinco filhos de Enrique Lebrún e Josefina Moratinos. Iniciou seus estudos no Colégio São José, dos irmãos lassalistas, e frequentou o Seminário Interdiocesano de Caracas entre 1934 e 1937. Em 1941, obteve a licenciatura em Filosofia pela Pontifícia Universidade Gregoriana, em Roma, onde também iniciou o curso de Teologia (interrompido pela eclosão da Segunda Guerra Mundial). Posteriormente, concluiu seus estudos na Pontifícia Universidade Xaveriana, em Bogotá, na Colômbia.

### Presbiterado
Moratinos foi ordenado presbítero em 19 de dezembro de 1943, na Catedral de Valencia, pelo bispo metropolitano Gregorio Adam Dalmau. Nessa cidade, exerceu diversas funções, como professor, diretor espiritual e reitor do seminário e capelão da prisão local.

### Episcopado
Em 2 de agosto de 1956, foi nomeado bispo-titular de Arwad e bispo-auxiliar de Maracaibo pelo Papa Pio XII. Sua ordenação episcopal ocorreu exatamente um mês depois, em Valencia, por Raffaele Forni, arcebispo-titular de Egina e núncio apostólico para a Venezuela.  Moratinos foi administrador apostólico da diocese de Maracaibo entre 1957 e 1958, sendo depois nomeado bispo de Maracay, onde permaneceu até 1962, quando foi nomeado para a diocese de Valencia. Participou do Concílio Vaticano II (1962-1965) e da Segunda Conferência Geral do Episcopado Latino-Americano (1968).
Paulo VI nomeou-o arcebispo-titular de Voncaria e bispo-coadjutor de Caracas em 16 de setembro de 1972. Como vice presidente da Conferência Episcopal Venezuelana, participou da Terceira Conferência Geral do Episcopado Latino-Americano, em 1979. Tornou-se arcebispo de Caracas em 24 de maio de 1980.

### Cardinalato
Moratinos foi criado cardeal-presbítero de São Pancrácio pelo Papa João Paulo II, no consistório de 2 de fevereiro de 1983. Entre 1984 e 1990, ocupou a presidência da Conferência Episcopal Venezuelana. Participou da Segunda Assembleia Extraordinária do Sínodo dos Bispos, em 1985, e da Quarta Conferência Geral do Episcopado Latino-Americano, em 1992.
Em 27 de maio de 1995, João Paulo II aceitou aceitou sua renúncia ao posto de arcebispo de Caracas. Ao completar 80 anos de idade, em 19 de março de 1999, o cardeal perdeu o direito de participar de conclaves.

### Morte
Cardeal Moratinos morreu em uma clínica de Caracas, em decorrência de um ataque cardíaco, em 21 de fevereiro de 2001. Seu corpo foi sepultado na capela de Nossa Senhora do Pilar, localizada na nave direita da catedral de Caracas.